# خلل التنسج المشاشي المتعدد
مرض فيربانك أو خلل التنسج المشاشي المتعدد (MED) هو اضطراب وراثي نادر (الشكل السائد: حالة من كل 10000 ولادة) يصيب الأطراف النامية للعظام. تتطاول العظام الطويلة عادةً عن طريق توسع الغضاريف ضمن صفيحة النمو (الصفيحة المشاشية) بالقرب من نهاياتها. أثناء امتداد الغضروف خارج صفيحة النمو، يتمعدن وتزداد صلابته ليصبح عظمًا (التعظم). في MED، تتعطل هذه العملية.

## العلامات والأعراض
يعاني الأطفال المصابون بـMED  -الذي ينتقل بصفة جسدية سائدة- من ألم في المفاصل وتعب بعد ممارسة الرياضة. يظهر التصوير بالأشعة السينية مراكز تعظم صغيرة وغير منتظمة، أكثرها وضوحًا في الوركين والركبتين. توجد العديد من مشاشات رأس الفخذ الصغيرة جدًا، بالإضافة لأسقف أجواف حقية ناقصة التنسج وضعيفة التشكل. قد تتطور مِشية متهادية. يكون للركبتين اتساع كردوسي وخلل بينما تكون أصابع الأيدي قصيرة وعظام السنع مدورة ومتقاربة. القدم المسطحة شائعة جدًا. العمود الفقري طبيعي لكن قد يكون فيه بعض العيوب، مثل الجنف.
عند البلوغ، يكون المصابون قصيري القامة أو في الحد الأدنى الطبيعي من الطول ويملكون أطرافًا قصيرة مقارنةً بجذوعهم. في كثير من الأحيان، تصبح حركة المفاصل الرئيسية محدودة، وخاصة في المرفقين والورك. ومع ذلك، يمكن أن تحدث ليونة في مفصل الركبة والأصابع. تبدأ علامات الفصال العظمي عادةً مبكرًا في مرحلة البلوغ.
يعاني الأطفال المصابون بـ MED كصفة متنحية من آلام في المفاصل، خاصةً في الورك والركبتين، وعادةً ما يعانون من تشوهات في اليدين والقدمين والركبتين أو العمود الفقري (مثل الجنف). يكون لدى 50% من الأطفال المصابين صفات غير طبيعية عند الولادة (مثل حنف القدم أو التواء مشط القدم أو فلح حنكي أو أصابع مقوسة نحو الداخل بسبب عدم نمو العظام بشكل كامل أو قصر الأصابع، أو تورم الأذن الناجم عن الإصابة أثناء الولادة). يكون الطول ضمن المعدل الطبيعي قبل البلوغ. أما بعد البلوغ، يتضاءل نمو الأشخاص المصابين بـ MED كصفة متنحية لكن يبقون ضمن المعدل الطبيعي. قد يظهر التصوير الشعاعي الجانبي للركبة رضفة متعددة الطبقات.

## الوراثة
يشمل خلل التنسج المشاشي المتعدد (MED) طيفًا من الاضطرابات الهيكلية، معظمها موروثة كصفة جسدية سائدة. ومع ذلك، يوجد شكل وراثي جسدي متنحٍ.
تشمل الجينات المرتبطة COL9A1 و COL9A2 و COL9A3 و COMP  و MATN3.

## الأسباب
في الشكل السائد، توجد الطفرات الممرضة في خمسة جينات: COMP (الصبغي 19(،COL9A1  (الصبغي 6)، COL9A2  (الصبغي 1)،COL9A3  (الصبغي 20)، و MATN3  (الصبغي 2). ومع ذلك، في ما يقارب 10-20% من العينات التي تم تحليلها، لا يمكن تحديد طفرة في أي من الجينات الخمسة المذكورة أعلاه، ما يشير إلى مشاركة طفرات في جينات أخرى لم تحدد بعد في إمراضية MED السائد.
تكون الطفرة في جين COMP في 70% من مرضى MED المؤكدين بالتحليل الجزيئي. توجد طفرات في الإكسونات التي تشفر تكرارات النوع الثالث (الإكسونات 8-14) والمجال C الطرفي (الإكسونات 15-19). تكون الطفرات الأكثر شيوعًا في COL9A1 في الإكسونات 8-10، و COL9A2 في الإكسونات 2-4، وCOL9A3 في الإكسونات 2-4. إجمالاً، توجد تلك الطفرات لدى 10% من المرضى. لدى الـ 20% الأخرى من المصابين طفرات في جين MATN3، وكلها موجودة داخل الإكسون 2. وقد أوصت الشبكة الأوروبية لخلل التنسج الهيكلي بنظام الاختبار التالي:
- الدرجة 1: COMP (الإكسونات 10- 15) وMATN3 (الإكسون 2).
- الدرجة 2: COMP (الإكسونات 8-9 و16-19).
- الدرجة 3: COL9A1 (الإكسون 8)، COL9A2 وCOL9A3 (الإكسون 3).

تشارك جميع تلك الجينات في إنتاج المطرس خارج الخلوي (ECM). ما زال دور COMP غير واضح. فهو بروتين غير كولاجيني في المطرس خارج الخلوي. يمكن للطفرات في هذا الجين أن تسبب خلل التنسج الضموري الكاذب (PSACH). وهو يلعب دورًا في سلامة الغضروف الهيكلية من خلال تفاعله مع بروتينات المطرس خارج الخلوي الأخرى ويمكن أن يكون جزءًا من تفاعل الخلايا الغضروفية مع المطرس. وهو مثبط قوي للموت المبرمج للخلايا الغضروفية ويمكن أن يكبت موت الخلايا المبرمج. له دور آخر وهو الحفاظ على تقلص خلايا العضلات الملساء الوعائية تحت تأثير التنبيهات الفيزيولوجية أو المرضية.
منذ عام 2003، استخدمت الشبكة الأوروبية لخلل التنسج الهيكلي نظامًا عبر الإنترنت لتشخيص الحالات المحالة إلى الشبكة قبل إجراء تحليل الطفرات لدراسة الطفرات التي تسبب PSACH أو MED.
COL9A1 وCOL9A2 وCOL9A3 هي مرمزات جينية للكولاجين نمط 9، وهو مكون للغضروف الزجاجي. قد يلعب بروتين MATN3 دورًا في تكوين الشبكات الخيطية خارج الخلية وفي نمو واستتباب الغضاريف والعظام.
في النمط المتنحي، تحدث طفرة في جين DTDST، المعروف أيضًا باسم SLC26A2، لدى نحو 90% من المرضى، ما يسبب خلل التنسج الضموري. وهو بروتين سكري عابر للغشاء ناقل للكبريتات وله دور في عديد من أنواع خلل التنسج الغضروفي. وهو ضروري لسلفنة البروتيوغليكان وتنظيم المطرس.

## التشخيص
يجب أن يستند التشخيص إلى النتائج السريرية والشعاعية ويمكن إجراء تحليل جيني.

## العلاج
يجب أن يرى الطبيب أخصائي العظام الأفراد الذين يعانون من الأعراض ليقيم إمكانية العلاج (العلاج الفيزيائي لتقوية العضلات، والاستخدام الحذر للمسكنات مثل مضادات الالتهاب اللاستيرويدية). على الرغم من عدم وجود علاج، تستخدم الجراحة أحيانًا لتخفيف الأعراض. قد تكون الجراحة ضرورية لعلاج خلل توضع الورك (قطع عظم الحوض أو عنق الفخذ) وفي بعض الحالات تشوه (على سبيل المثال الساق المقوسة أو الركبة الروحاء). في بعض الحالات، قد يكون استبدال الورك الكلي ضروريًا. ومع ذلك، فإن الجراحة ليست ضرورية أو مناسبة دائمًا.
يجب تجنب ممارسة الألعاب الرياضية التي تتضمن زيادة الحمل على المفاصل، ويُنصح بشدة بممارسة السباحة أو ركوب الدراجات. يجب تجنب ركوب الدراجات عند الأشخاص الذين يعانون من ارتخاء الأربطة.
ينصح أيضًا بمراقبة الوزن.
يعد استخدام العكازات أو غيرها من الوسائل المساعدة كالكرسي المتحرك مفيدًا لمنع آلام الفخذ. يمكن تجنب الألم في اليد أثناء الكتابة باستخدام قلم ذو قبضة عريضة.

## التاريخ
أول من وصف خلل التنسج المشاشي المتعدد كان سيفيد ريبينغ وهارولد آرثر توماس فيربانك في ثلاثينيات القرن العشرين.
في عام 1994، حددت مجموعة رالف أولهمان ارتباط MED بالمنطقة المحيطة بالقسيم المركزي للصبغي 19، باستخدام تحليل الارتباط الوراثي. ربطت مجموعة مايكل بريغز خلل التنسج الضموري الكاذب PSACH بنفس المنطقة. رُبط جينCOMP  أولاً بـ MED و PSACH في عام 1995. في عام 1995، أجرت المجموعة التي يقودها نولتون بحثًا جينيًا وفيزيائيًا عالي الدقة لخلل التنسج المشاشي المتعدد وخلل التنسج الضموري الكاذب في الكروموزومين  19-p13 (الذراع القصيرة للصبغي 19 المنطقة 1 تحت المنطقة 3) و1-p12 (الذراع القصيرة للصبغي 1 المنطقة 1 تحت المنطقة 2).
أدت البحوث التي أُجريت حول جين COMP لاستخدام نموذج الفأر لدراسة إمراضية MED. في عام 2002، أنتجت مجموعة سفينسون فأرًا يملك جين COMP معطلًا لدراسة البروتين COMP في الجسم الحي. لم تُظهر هذه الفئران أي تشوهات تشريحية أو نسيجية أو حتى تشوهات في البنية الداخلية ولم تظهر أي علامات سريرية تشير إلى PSACH أو MED. لم يُعوض نقص COMP بواسطة أي بروتين آخر في عائلة بروتين الثرومبوسبوندين. أكدت هذه الدراسة أن هذا المرض لا ينجم عن انخفاض في التعبير عن COMP.
في عام 2007، أنتجت مجموعة بيروغ غارسيا نموذجًا آخر لفأر يحمل طفرة كانت موجودة سابقًا لدى مريض بشري. مع هذا النموذج الجديد، تمكنوا من إثبات أن انخفاض تكاثر الخلايا وزيادة موت الخلايا المبرمج هي آليات مرضية هامة تشارك في حدوث MED وPSACH.  في عام 2010، سمح نموذج الفأر هذا بإلقاء نظرة جديدة على الاعتلال العضلي والاعتلال الوتري، واللذين يرتبطان غالبًا بـ PSACH وMED. أظهر هؤلاء المرضى زيادة في إجهاد العضلات والهيكل العظمي، والذي اتضح من الزيادة في الألياف العضلية ذات النواة المركزية. ينتج الاعتلال العضلي لدى الفأر الطافر عن اعتلال الأوتار الأساسي. توجد نسبة أعلى من ألياف الكولاجين ذات القطر الأكبر، لكن المساحة المستعرضة للأوتار الطافرة بأكملها كانت أيضًا أقل بكثير من تلك الموجودة في الأوتار الطبيعية ما يسبب كزازة المفصل وتيبسه وبالتالي الضعف وسهولة التعب. هذه الدراسة مهمة لأن هذه الأمراض غالبًا ما يتم خلطها بالمشاكل العصبية، إذ يمكن للطبيب اكتشاف ضعف العضلات. وهذا يشمل العديد من الفحوص العصبية السريرية المؤلمة وغير المجدية قبل إعطاء التشخيص الصحيح. لهذا السبب، اقترح الباحثون على طبيب الأطفال إجراء الأشعة السينية قبل بدء التقييم العصبي، لاستبعاد خلل التنسج.
اكتُشفت طفرة COL91A في عام 2001.